# Stranka crnih pantera
Stranka crnih pantera  (The Black Panther Party) je organizacija koja se borila za prava crnaca u SAD-u, a koja su prije zastupali i Martin Luther King i Malcolm X. Osnovana je 1966. godine u Oaklandu. Primarni motiv za osnivanje ovakvog pokreta je suprotstavljanje rasnoj segregaciji. U samo nekoliko mjeseci sakupili su velik broj pristalica, a prve mjere podrazumjevale su nabavu oružja. Najjači ogranci bili su u Kaliforniji, Illinoisu i državi New York. Stranka je imala i svoju neslužbenu uniformu koja se sastojala od kožnih ogrtača i uskih hlača. Pripadnici su imali na glavi crne beretke i neprozirne sunčane naočale.
Od samog početka su vrlo dobro osmislili svoj program. Svaki njihov ogranak pružao je raznorazne pomoći crnačkom stanovništvu u vidu besplatne prehrane školske djece, dodatnog obrazovanja i opismenjavanja, što im je donijelo veliku podršku gdje god su djelovali. Nastojali su istrijebiti i upotrebu droge među stanovništvom, pa su se zbog toga često sukobljavali s dilerima i bandama. Najveća razlika Crnih pantera i ostalih pokreta za rasnu jednakost bila je jaka revolucionarna crta Crnih pantera koji ne samo da su zahtijevali rasnu jednakost, već su u mnogočemu bili radikalan crnački socijalistički pokret marksističkog tipa. Oni su smatrali da je kapitalizam glavni uzrok podjele na crne i bijele.

## Zahtjevi Stranke crnih pantera
1. Sloboda za crnce i njihovo samostalno odlučivanje
2. Jednaka zaposlenost svih ljudi
3. Kraj pljačke kapitalističkog sustava nad crnom i ostalom podtlačenom zajednicom
4. Život pod krovom dostojan čovjeka
5. Kvalitetno obrazovanje
6. Besplatna zdravstvena zaštita za sve ugrožene ljude
7. Okončanje policijske brutalnosti nad crncima i ostalim ugnjetavanim stanovništvom
8. Preispitivanje presuda svim crnim ljudima koje je osudila čisto bjelačka porota

## Sukob s FBI-em
FBI je poveo kampanju protiv Stranke crnih pantera. U toj kampanji počinjeno je velik broj nezakonitih radnji, kao što su pljačke, ubojstva, prisluškivanje, zastrašivanje i slično. FBI-ev skup mjera neutraliziranja radikalnih pokreta, COINTEL-PRO (Counter Intelligence Program) imao je za cilj narušiti ugled, oslabiti, a potom i uništiti stranku. Kako bi narušio ugled Stranka, FBI je krivotvorio niz dokumenata da bi javnosti prikazao da se hrana koju je stranka pribavljala crncima financirana iz kriminalnih radnji i da je pokvarena. Čak su i tiskali lažne verzije novina "Crni panter" ("The Black Panther") u kojima pozivaju članove da pljačkaju, otimaju i siluju. Kako bi oslabio moć stranke, FBI je razvio široku mrežu doušnika u njihovim redovima. Uspjeli su zavaditi crnačke pokrete, a u one militantnije ubačeni su provokatori i inflatatori. Kako bi na kraju i uništili već oslabljeni pokret, počelo je i smještanje optužnica mnogim liderima od kojih su neki poslani na robiju, a neki i likvidirani. FBI je proglasila uspjeh COINTELPRO mjera 1971. godine, no stranka je u tajnosti djelovala sve do 1982. godine kada je ugašena.

## Vanjske poveznice
- UC Berkeley Social Activism Online Sound Recordings: The Black Panther Party
- The Black Panther Party's Struggle for Social Change  Arhivirana inačica izvorne stranice od 14. svibnja 2006. (Wayback Machine)
- The Dr. Huey P. Newton Foundation
- Libcom.org/history: The Black Panther Party for Self Defence  Arhivirana inačica izvorne stranice od 15. svibnja 2006. (Wayback Machine)
- Mark Clark Legacy  Arhivirana inačica izvorne stranice od 6. listopada 2007. (Wayback Machine)